# جمال الغاشي
جمال الغاشي (مواليد 1953) كان عضوا في منظمة أيلول الأسود في منظمة التحرير الفلسطينية وهو آخر عضو على قيد الحياة من مجموعة الثمانية أعضاء في أيلول الأسود الذين نفذوا عملية ميونخ بقتل أحد عشر رياضي إسرائيلي خلال دورة الألعاب الأولمبية الصيفية 1972 في ميونيخ. شوهد عدة مرات في أشرطة الفيديو لهذا الحدث والتي يمكن التعرف عليها من خلال سترته الزرقاء والبيضاء المخططة. خلال محاولة الإنقاذ الفاشلة التي قام بها حراس الحدود البافاريون وشرطة ميونخ والتي أسفرت عن مصرع تسعة رهائن وخمسة من أعضاء أيلول الأسود أصيب الغاشي في المعصم أثناء محاولة مساعدة أحد زملائه في أيلول الأسود.

## النشأة
في مقابلة أجريت معه قال الغاشي أنه ترعرع في ظروف فقر مدقع معظمها في مخيم شاتيلا للاجئين في لبنان. تشردت عائلته في حرب 1948 لكنها كانت دائما تؤوي الرغبة في العودة. ادعى الغاشي أنه ظلم بإرغامه على العيش في بؤس والاعتماد على الصدقات في حين أن الدخلاء كانوا يعيشون على أرضه معززين كراهيته لإسرائيل. أدى ذلك إلى انضمامه لمنظمة التحرير الفلسطينية في عام 1967. قال أنه خلال تدريبه الأولي كان يشعر للمرة الأولى بأن «فلسطينيا حقا ... ليس مجرد لاجئ بائس وإنما مقاتل ثوري من أجل قضية».

## دوره في عملية ميونيخ
في يوليو 1972 كان الغاشي أحد الأعضاء الشبان لمنظمة أيلول الأسود الذين تم تجنيدهم لما وصفه بتدريب خاص دون أن يكون لديهم أي فكرة عن هدفهم. طار إلى ميونيخ في نهاية أغسطس 1972 وبقي في فندق وحضر فعاليتين من الأحداث الأولمبية. في ليلة 4 سبتمبر التقى الغاشي لتناول العشاء مع أعضاء آخرين في فريق الهجوم جنبا إلى جنب مع أحد كبار مساعدي أيلول الأسود (يعتقد أنه محمد داود عودة) الذي أطلعهم على مهمتهم القادمة ودفع معهم في سيارات الأجرة إلى القرية الأوليمبية. يدعي الغاشي أنه حتى اجتماع العشاء هذا لم يكن لديه أي دليل على أن هدف الفريق هو أن يكون الأولمبيون الإسرائيليون.
على الرغم من اتهامه بارتكاب جرائم متعددة تتعلق بالمذبحة إلا أن الغاشي وزملائه الباقين على قيد الحياة لم يحاكموا قط. بعد ما يقرب من ثمانية أسابيع من المذبحة في 29 أكتوبر اختطفت طائرة تابعة لشركة لوفتهانزا اثنين من أعضاء أيلول الأسود وطالبوا بالإفراج عن الناجين الثلاثة في ميونيخ. ثم أفرجت الحكومة ألمانيا الغربية عن الفدائيين المسجونين. عندما هبطوا في ليبيا تمت مقابلتهم مع لقطات من هذا المؤتمر الصحفي يظهر في فيلم يوم واحد في سبتمبر. يمكن رؤية جمال الغاشي في منتصف الثلاثة بين ابن عمه عدنان (الذي كان يعتقد أنه خاطف الرهائن الذي أطلق النار على خمسة من الرهائن المقيدين في إحدى المروحيات وقتلهم) ومحمد الصفدي. عندما سئل مباشرة عما إذا كان قد قتل أي من الإسرائيليين قال عدنان الغاشي ببساطة: «ليس من المهم بالنسبة لي أن أقول إن قتلت إسرائيلية أم لا».

## فيما بعد
يعتقد أن الغاشي قضى الوقت اللاحق منذ إطلاق سراحه مختبئ في شمال أفريقيا. تزوج ولديه ابنتان. هو العضو الوحيد في المجموعة الذي وافق على إجراء مقابلات بعد أن أدلى ببيان موجز في عام 1992 لصحفي فلسطيني. في عام 1999 خرج الغاشي من الاختباء لإعطاء مقابلة أكثر عمقا في فيلم يوم واحد في سبتمبر. لما كان الغاشي يعتقد أن عملاء إسرائيليين ما زالوا يحاولون قتله كان متخفيا ولم يظهر وجهه إلا في ظل ضبابي كإجراء وقائي. أشار المخرج كيفن ماكدونالد إلى سلوك الغاشي الذي يكاد يكون بجنون العظمة طوال المقابلة ولكنه تمكن من إقناعه بأن الفيلم الذي كان يعمل عليه لن يكون إلا أصيل حقا إذا أعطى الغاشي جانبه من القصة. خلال المقابلة التي أجريت في عام 1999: